# پیلار لورنگار
لورنسا پیلار گارسیا سِتا (اسپانیایی: Lorenza Pilar García Seta‎؛ زادهٔ ۱۶ ژانویهٔ ۱۹۲۸ - درگذشت ۲ ژوئن ۱۹۹۶) با نام هنری «پیلار لورنگار» خواننده سوپرانو اپرا اهل اسپانیا بود.

## زندگی‌نامه
او فراگیری موسیقی را از سن ۱۴ سالگی و زیر نظرِ «مارگاریتا مارتینِز» آغاز کرد. سپس به «هنرستان موسیقی بارسلون» رفت و کمی بعد فنون آواز و خوانندگی را در مادرید زیر نظرِ «آنخلس اوتِئین» و در برلین زیر نظرِ «کارل اِبرت» و «هرتا کلاوس» (معلمِ آوازِ دیتریش فیشر-دیسکاو) فرا گرفت.
شهرت او علاوه بر خوانندگیِ اپرا، به دلیل تسلطش بر اجراهای «ثارثوئلا» و نیز صدای شش‌دانگ و منعطفش بود و برندهٔ جوایز گوناگونی در زمینه خوانندگی شده بود؛ از جمله جایزهٔ شاهدخت آستوریاس. او در سالن‌های مشهور و بزرگ دنیا برنامه اجرا کرده است.